# Ulysse et les bœufs du Soleil

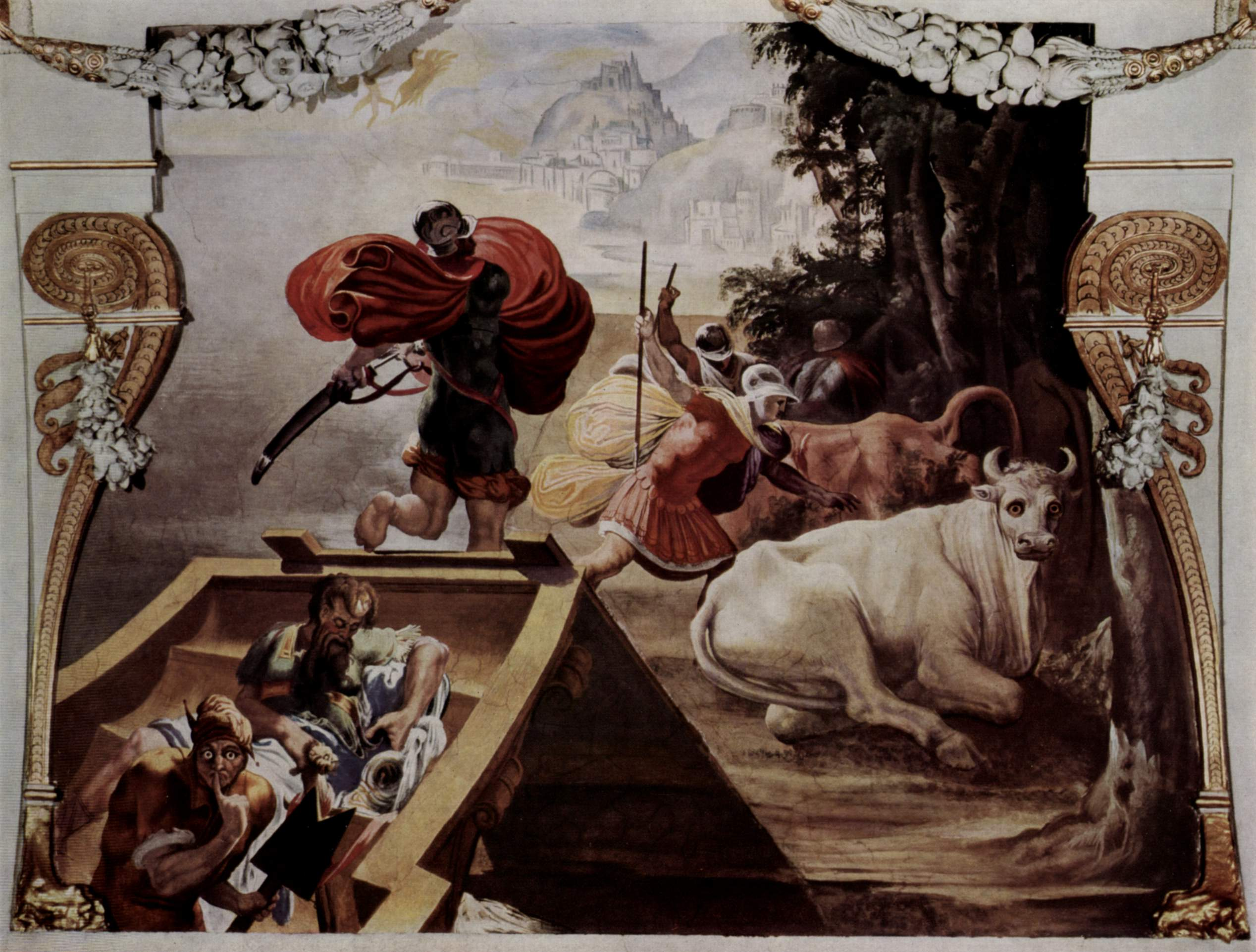
Les Compagnons d’Ulysse volant le bétail d’Hélios, par Pellegrino Tibaldi (1454-1456).

Pour un article plus général, voir Odyssée.
L'épisode d'Ulysse et les bœufs du Soleil ou les bœufs d'Hélios est un épisode du chant XII de l'Odyssée, épopée grecque antique d'Homère. Dans cette partie du récit, Ulysse et de ses compagnons, après avoir échappé à de nombreuses aventures périlleuses, se retrouvent sur l'île d'Hélios, dieu du Soleil, où ils rencontrent son troupeau de bœufs.

## Résumé
Après avoir quitté l'île de Circé et avoir franchi les écueils de Charybde et Scylla, le navire d'Ulysse parvient sur l'île du Soleil. Ulysse répète à ses hommes l'avertissement donné par Tirésias et leur défend de chasser sur l'île. Les premiers jours, les vivres amassés dans le navire suffisent à nourrir tout le monde ; mais pendant un mois, les vents contraires retiennent Ulysse sur l'île. Au bout d'un mois, affamés et ne pouvant repartir à cause de la tempête, les hommes d'Ulysse profitent de ce que celui-ci s'est endormi pour dévorer les troupeaux d'Hélios. Ce dernier les voit du haut de son char et réclame aussitôt vengeance à Zeus, en menaçant d'emmener le soleil aux Enfers et de le faire briller pour les morts. Les marins d'Ulysse festoient pendant six jours, ignorant des signes funestes envoyés pour les avertir : les viandes tournant sur les broches se mettent à meugler. Le septième jour, la tempête se calme et le vaisseau repart, mais un ouragan survient, et Zeus foudroie le navire, qui sombre avec tout l'équipage. Seul Ulysse, qui n'a pas mangé de bétail, survit au naufrage et échappe de peu à Charybde vers le rocher duquel le vent l'a entraîné. Accroché à une poutre, il dérive ensuite pendant dix jours, puis s'échoue sur l'île de Calypso où il passe les sept années suivantes prisonnier de la nymphe.

## Interprétations
Cet épisode de l'Odyssée a été interprété de différentes manières par les commentateurs et les spécialistes du texte. Certains y voient une leçon morale sur l'importance de respecter les interdits divins, tandis que d'autres y voient une allégorie de la condition humaine, qui doit faire face aux dangers et aux choix moraux dans un monde incertain et hostile.
En outre, cet épisode a souvent été rapproché d'autres récits mythologiques ou religieux, comme l'histoire d'Adam et Eve dans la Bible, qui raconte également la désobéissance à un commandement divin et ses conséquences tragiques.

## En arts et en littérature
- Le peintre italien Pellegrino Tibaldi réalise en 1454-1456 les fresques de l'Histoire d'Ulysse au Palazzo Poggi à Bologne, dont l'une représente Les Compagnons d’Ulysse volant le bétail d’Hélios.
- L'épisode XIV du roman Ulysse de James Joyce, où Léopold Bloom se rend à la maternité de Holles Street, à Dublin, où Mina Purefoy est sur le point d'accoucher, et où il est rejoint par Stephen Dedalus, s'intitule "Les Bœufs du Soleil"[4].

### Sources antiques
- Homère, Odyssée [détail des éditions] [lire en ligne], XII.